# اهمال سور
مغالطهٔ اهمال سور (fallacy of concealed quantification) نوعی اهمال در استفاده از سورهای کلی یا استفادهٔ نادرست از سورهای مبهمی مانند «اغلب، اکثراً، گاهی، خیلی کم، معمولاً و…» است.

## توصیف
در این مغالطه گوینده «سورها» را از جملهٔ خود حذف می‌کند یا نادیده می‌گیرد تا شنونده متوجه نادرست بودن آن نشود.
مثلاً:
غذاخوری‌های بین راه بهداشتی نیستند.
در این گزاره هدف گوینده این است که «همه» غذاخوری‌های بین راه بهداشتی نیستند، اما نمی‌تواند صریحاً بگوید «همه»، چون در آن صورت شنونده متوجه خطا بودن سخنش می‌شود.
مثال دیگر:
کسی که می‌گوید «احمد اصفهانی است و اصفهانی‌ها زرنگ اند» منظورش این است که به شنونده القا کند یا بگوید «احمد زرنگ است».
اما این فرد دچار مغالطهٔ «اهمال سور» شده است.
چرا که او گزارهٔ «اصفهانی‌ها زرنگ اند» را به معنای «همهٔ اصفهانی‌ها زرنگ اند» به کار گرفته است، اما در استفاده از سور کلی «همه» اهمال ورزیده است.

## نسبت دادن به یک گروه یا یک صنف
گاهی در این نوع مغالطه، گوینده برای آنکه فردی را محکوم کند یا از او تعریف کند، او را به یک گروه یا صنف نسبت می‌دهد؛ سپس یک صفت را که احتمالاً در بعضی از اعضای آن گروه وجود دارد به شکلی صریح یا مبهم به کل گروه نسبت می‌دهد و آنگاه نتیجه می‌گیرد که فرد مورد نظر نیز دارای آن صفت است. این در حالی است که ممکن است این صفت در فرد مورد نظر وجود نداشته باشد.
مثلاً:
باجناغ جدیدم فارغ‌التحصیل رشته اقتصاد است. فارغ التحصیلان این رشته افراد بی سوادی هستند.
گویندهٔ کلام می‌خواهد ثابت کند «باجناغ جدیدش» بی سواد است و به همین خاطر از مغلطهٔ «اهمال سور» استفاده کرده است، چون منظورش این بوده است که «همهٔ فارغ التحصیلان این رشته بی سوادند» که قطعاً گزاره نادرست است.
بنابراین باجناغ جدید او که اقتصاد خوانده، می‌تواند فرد بسیار باسوادی هم باشد.

## استفاده از سور مبهم
این مغالطه گاهی با سورهای مبهم نیز صورت می‌گیرد.
مثلا گفته می‌شود «اکثر افراد دارای فلان صفت هستند، پس این فرد خاص دارای فلان صفت است.».
در نمونه بالا به جای آنکه گفته شود «فارغ التحصیلان این رشته بی سواداند»، گفته می‌شود «اغلب فارغ التحصیلان این رشته بی سوادند» که در هر صورت نمی‌توان نتیجه مورد نظر را گرفت.